# Julie Adams

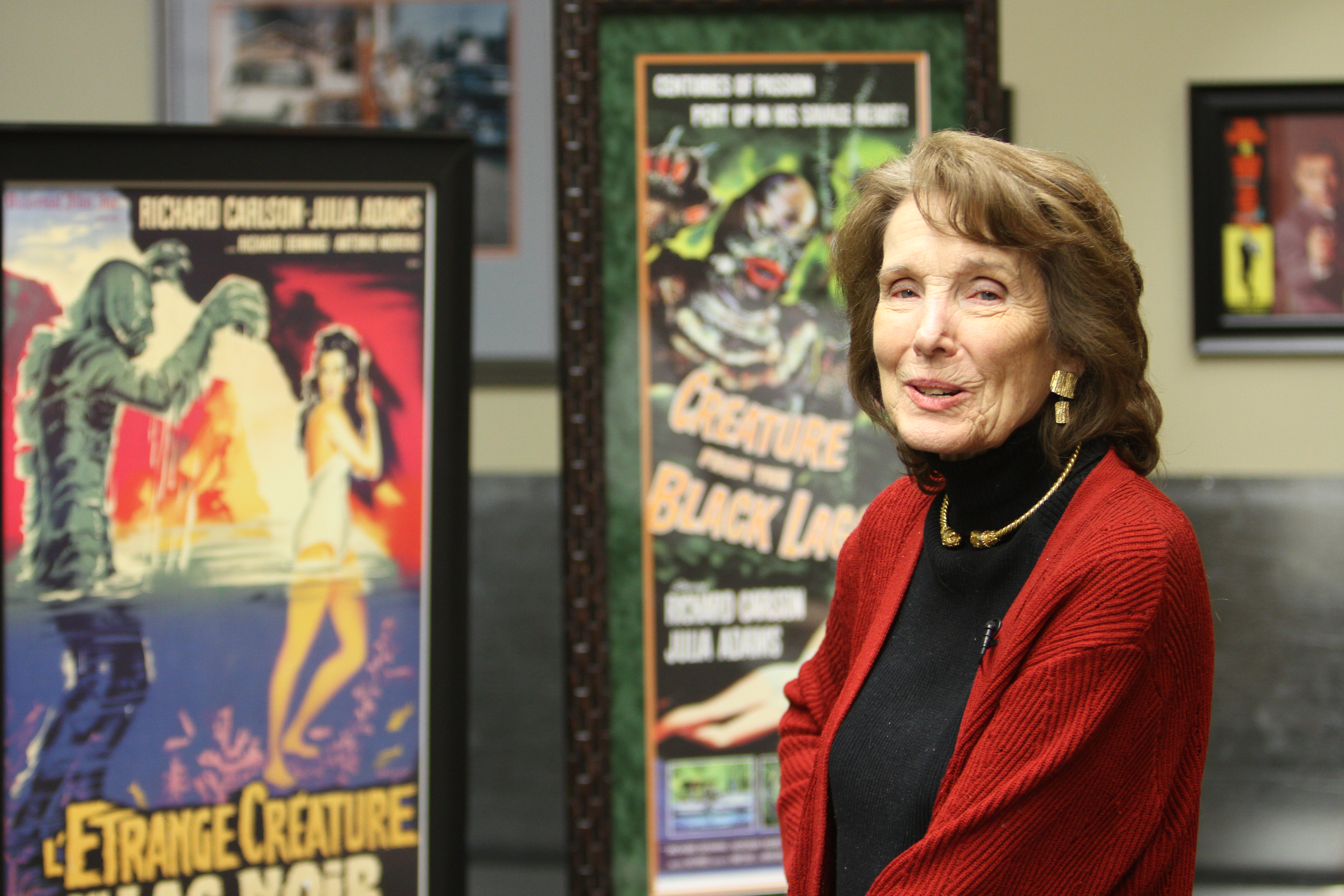
Julie Adams (2011)

Julie Adams (* 17. Oktober 1926 in Waterloo, Iowa, als Betty May Adams; † 3. Februar 2019 in Los Angeles, Kalifornien) war eine US-amerikanische Schauspielerin. In manchen Darstellerlisten taucht sie auch als Julia Adams oder Betty Adams auf. Sie begann ihre Karriere in Westernfilmen.

## Leben
1949 begann die junge Schauspielerin für die Universal Studios zu arbeiten. Hier benutzte sie zunächst ihren richtigen Namen, Betty Adams. Erst dann wurde sie zu Julia und schließlich zu Julie Adams. In den 1950er-Jahren spielte sie eine Vielzahl von Filmrollen, oft als weibliche Hauptdarstellerin, wenngleich auch meist nur in kleineren Filmproduktionen. Sie wurde unter anderem als Kay Lawrence in dem Horrorklassiker Der Schrecken vom Amazonas (1954) bekannt. Außerdem war sie als Partnerin von James Stewart in Anthony Manns Western Meuterei am Schlangenfluß (1952) zu sehen.
Später übernahm Adams zahlreiche Gastauftritte in TV-Serien wie Yancy Derringer, Mord ist ihr Hobby, Cold Case – Kein Opfer ist je vergessen, Big Valley und Lost. Sie arbeitete bis ins hohe Alter als Schauspielerin und trat zuletzt in dem Kurzfilm The Lucky Southern Star im Jahr 2018 auf.
Julie Adams war von 1954 bis 1981 mit Ray Danton verheiratet und hatte zwei Söhne. Zuvor war sie bereits von 1951 bis zur Scheidung 1953 mit dem Drehbuchautor Leonard B. Stern verheiratet. Julie Adams starb im Februar 2019 im Alter von 92 Jahren.

## Filmografie

### Spielfilme
- 1949: Red, Hot and Blue
- 1949: Der Marschall von Santa Fe (The Dalton Gang)
- 1950: Harte Männer aus Wildwest (Hostile Country)
- 1950: Marshal of Heldorado
- 1950: Banditenjäger (Crooked River)
- 1950: Colorado Ranger
- 1950: West of the Brazos
- 1950: Fast on the Draw
- 1950: For Heaven’s Sake
- 1951: Mord in Hollywood (Hollywood Story)
- 1951: Sieg über das Dunkel (Bright Victory)
- 1952: Finders Keepers
- 1952: Meuterei am Schlangenfluß (Bend of the River)
- 1952: Der Schatz im Canyon (The Treasure of Lost Canyon)
- 1952: Fluch der Verlorenen (Horizons West)
- 1953: Gefährliches Blut (The Lawless Breed)
- 1953: Die Welt gehört ihm (The Mississippi Gambler)
- 1953: Der Mann vom Alamo (The Man from the Alamo)
- 1953: Der letzte Rebell (Wings of the Hawk)
- 1953: Die Nacht der Abrechnung (The Stand at Apache River)
- 1954: Der Schrecken vom Amazonas (Creature from the Black Lagoon)
- 1954: Francis Joins the WACS
- 1955: Seine letzte Chance (Six Bridges to Cross)
- 1955: Plünderer am Pikes Peak (The Looters)
- 1955: Und wäre die Liebe nicht … (One Desire)
- 1955: Der Privatkrieg des Major Benson (The Private War of Major Benson)
- 1956: Klar Schiff zum Gefecht (Away All Boats)
- 1957: Wem die Sterne leuchten (Four Girls in Town)
- 1957: Drei Schritte vor der Hölle (Slaughter on Tenth Avenue)
- 1957: Slim Carter
- 1958: Brückenkopf Tarawa (Tarawa Beachhead)
- 1959: Drauf und dran (The Gunfight at Dodge City)
- 1960: Raymie
- 1962: The Underwater City
- 1965: Cowboy-Melodie (Tickle Me)
- 1967: Tal der Geheimnisse (Valley of Mystery, Fernsehfilm)
- 1971: The Last Movie
- 1971: Die Verfolger (The Trackers, Fernsehfilm)
- 1973: Go Ask Alice (Fernsehfilm)
- 1974: McQ schlägt zu (McQ)
- 1975: The Wild McCullochs
- 1975: Psychic Killer
- 1976: Der Mörder in mir (The Killer Inside Me)
- 1976: Six Characters in Search of an Author (Fernsehfilm)
- 1978: Goodbye, Franklin High
- 1978: The Fifth Floor
- 1984: Sein größter Sieg (Champions)
- 1988: Freakshow (Black Roses)
- 1990: Catchfire (Backtrack)
- 1993: Mord aus Überzeugung (The Conviction of Kitty Dodds, Fernsehfilm)
- 2006: World Trade Center
- 2011: Der Gott des Gemetzels (Carnage, Stimme)
- 2018: The Lucky Southern Star (Kurzfilm)

### Fernsehserien (Auswahl)
- 1949: Your Show Time (eine Folge)
- 1955: The Colgate Comedy Hour (eine Folge)
- 1955–1957: Lux Video Theatre (drei Folgen)
- 1958: Yancy Derringer (eine Folge)
- 1958: Abenteuer im wilden Westen (Zane Grey Theater, zwei Folgen)
- 1958: Ihr Star: Loretta Young (Letter to Loretta, zwei Folgen)
- 1958–1961: Alfred Hitchcock präsentiert (Alfred Hitchcock Presents, drei Folgen)
- 1959: Gold in Alaska (The Alaskans, eine Folge)
- 1959–1960: Maverick (zwei Folgen)
- 1959–1964: 77 Sunset Strip (fünf Folgen)
- 1960: Cheyenne (zwei Folgen)
- 1960: Westlich von Santa Fé (The Rifleman, eine Folge)
- 1960–1961: Hawaiian Eye (zwei Folgen)
- 1960, 1962: Checkmate (zwei Folgen)
- 1961: Bonanza (eine Folge)
- 1961: Outlaws (eine Folge)
- 1961: Surfside 6 (zwei Folgen)
- 1962: Andy Griffith Show (The Andy Griffith Show, eine Folge)
- 1963–1965: Perry Mason (vier Folgen)
- 1964–1965: Stunde der Entscheidung  (Kraft Suspense Theatre, zwei Folgen)
- 1966: Die Leute von der Shiloh Ranch (The Virginian, eine Folge)
- 1966, 1968: Big Valley (The Big Valley, zwei Folgen)
- 1967, 1973: Mannix (Fernsehserie, zwei Folgen)
- 1968: General Hospital
- 1968: Der Chef (Ironside, eine Folge)
- 1968, 1973: Twen-Police (The Mod Squad, zwei Folgen)
- 1969: FBI (The F.B.I., eine Folge)
- 1969, 1972: Doris Day in … (The Doris Day Show, zwei Folgen)
- 1969, 1975: Dr. med. Marcus Welby (Marcus Welby, M.D., zwei Folgen)
- 1970–1971: The Bold Ones: The New Doctors (zwei Folgen)
- 1971–1972: The Jimmy Stewart Show (24 Folgen)
- 1972, 1975: Cannon (zwei Folgen)
- 1975: Die Straßen von San Francisco (The Streets of San Francisco, eine Folge)
- 1977–1982: Quincy (drei Folgen)
- 1978: Make-up und Pistolen (Police Woman, eine Folge)
- 1978: Der unglaubliche Hulk (The Incredible Hulk, eine Folge)
- 1978: Greatest Heroes of the Bible (zwei Folgen)
- 1980: Trapper John, M.D. (eine Folge)
- 1981: Vegas (Vega$, eine Folge)
- 1981–1982: Code Red (11 Folgen)
- 1981, 1984: Too Close for Comfort (zwei Folgen)
- 1982: Cagney & Lacey (eine Folge)
- 1987–1993: Mord ist ihr Hobby (Murder, She Wrote, 10 Folgen)
- 1993: Beverly Hills, 90210 (zwei Folgen)
- 1997: Diagnose: Mord (Diagnosis Murder, eine Folge)
- 1999: Melrose Place (eine Folge)
- 1999: Sliders – Das Tor in eine fremde Dimension (Sliders, eine Folge)
- 2006: Lost (eine Folge)
- 2006: Cold Case – Kein Opfer ist je vergessen (Cold Case, eine Folge)
- 2007: CSI: NY (eine Folge)
- 2008: Lost: Missing Pieces (Miniserie, eine Folge)